# Коныратов, Ербол Азатбекович
Ербол Азатбекович Коныратов (род. 27 июня 1983, Урджар, Абайская область) — казахский борец греко-римского стиля.

## Биография
Коныратов Ербол Азатбекович родился 27 июня 1983 года в селе Урджар Восточно-Казахстанской области.  С 1989 по 1997 годы учился в средней школе имени Ильяса Жансугурова, в 1997 году поступил в республиканскую школу-интернат для одаренных в спорте детей имени Кажымукана Мунайтпасова в г. Алматы и закончил её в 2000 году. В 2000 - 2004 годы обучался Евразийском национальном университете имени Л.Н.Гумилева, получил диплом по специальности «физическая культура и спорт». В 2008 году окончил Казахскую академию транспорта и коммуникаций имени М.Тынышпаева по специальности «организация перевозок, движения и эксплуатация транспорта».
Трудовую деятельность начал инспектором-делопроизводителем отдела физической культуры и спорта города Талдыкорган, затем работал главным специалистом отдела по олимпийским видам спорта и спортивным резервам при управлении физической культуры и спорта Алматинской области, заместителем директора по учебно-воспитательной работе коммунального государственного учреждения «Областная школа высшего спортивного мастерства» управления физической культуры и спорта Алматинской области.
С ноября 2018 года работает директором КГУ «Детско-юношеская спортивная школа по игровым видам спорта» акимата города Усть-Каменогорска Восточно-Казахстанской области.
Мастер спорта международного класса Республики Казахстан по греко-римской борьбе. Неоднократный победитель Первенствах РК, Чемпионатах РК и Кубках РК; Другие достижения: XXIII летние Всемирные игры универсиады - 3 место (Измир, 2005 год); Международный турнир имени И. Поддубного - 1 место (Москва, 2006 год); чемпионат Азии - 3 место (Корея, 2008 год); чемпионат Азии - 1 место (Корея, 2012 год); чемпионат Азии - 3 место (Индия, 2013 год); участник чемпионата мира (2006, 2007, 2013, 2014); Гран При - 1 место (Венгрия, 2011 год). Чемпионат мира среди ветеранов - 1 место (Россия, 2018 год).
За активное участие в пропаганде и развитии олимпийского движения в Республике Казахстан награждён Почетным знаком НКЦ РК, Благодарственным письмом акима Урджарского района Восточно-Казахстанской области, получил звание лучшего спортсмена 2005 года.
В 2004 году закончил Евразийский национальный университет имени Л. Н. Гумилёва в Астане. В настоящее время[когда?] работает в ГУ отдел физической культуры, спорта и туризма города Усть-Каменогорск Восточно-Казахстанской области.